# Hit the Lights
Hit the Lights je americká pop punková hudební skupina, která vznikla v roce 2003 ve městě Lima v Ohiu. V dnešní pětičlenné sestavě jsou Nick Thompson, který vystřídal Colina Rosse v roce 2007 na pozici vedoucího zpěváka (do té doby pouze doprovodné vokály a kytara), Omar Zehery (kytara), David "Dave" Bermosk (kytara), Nate Van Dame (basová kytara) a Kevin Mahoney (bicí). Do roku 2005 byl na pozici bubeníka Ryan Radebaugh. Kapela dodnes vydala tři studiová alba, čtyři EP alba a jedno kompilační album. Nejnovější studiové album se jmenuje Invicta a vyšlo 31. ledna 2012. Kapela při natáčení posledního alba spolupracovala s dalšími kapelami, pomáhali jim například Ryan Key ze skupiny Yellowcard, Tim Pagnotta ze skupiny Sugarcult, či Kenny Vasoli ze skupiny The Starting Line.
Skupina od svého vzniku vyrazila na mnoho koncertních turné. Kapela se zúčastnila tří ročníků Warped Tour v letech 2005, 2006 a 2009. V létě roku 2006 vyrazili na turné s kapelami Paramore, Cute Is What We Aim For a This Providence. Hned poté vyrazili do Spojeného království na turné s kapelami New Found Glory, Cartel a The Early November. V roce 2007 vyrazili na první turné, kde byli hlavním číslem, se skupinami Valencia, All Time Low, Just Surrender, Forgive Durden a Love Arcade. V roce 2008 vyrazili na turné s kapelami od Fearless Records Every Avenue a The Maine a ještě v tentýž rok se znovu vydali do Velké Británie, tentokrát s kapelami Bayside, Choidos a Motion City Soundtrack. Podpořili také kapelu Cobra Starship, kterou doprovodili na jejich turné s kapelami Forever the Sickest Kids a Sing It Loud. V roce 2010 se podívali do Austrálie, znovu se přidali ke kapele New Found Glory, doprovodila je skupina Fireworks.

## Diskografie

### Studiová alba
- This Is a Stick Up... Don't Make It a Murder (2006)
- Skip School, Start Fights (2008)
- Invicta (2012)

### EP alba a kompilace
- Leaving Town Tonight (2004)
- From Ohio with Love - kompilační album (2004)
- Until We Get Caught (2005)
- Coast to Coast' - EP (2009)
- Invicta EP (2011)